# Haughtonkrater

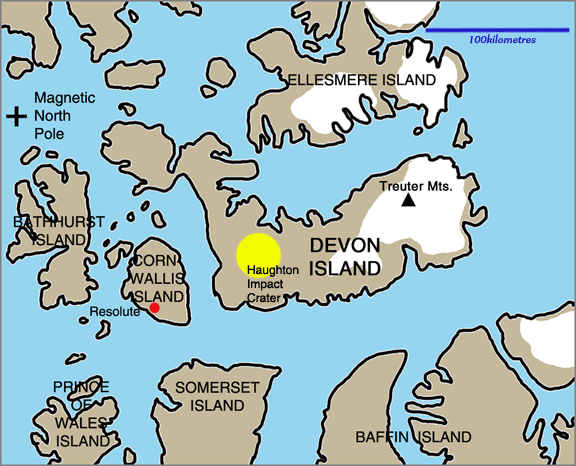
Devoneiland regio

De Haughton krater is een krater op Devoneiland, Nunavut in het noorden van Canada. De krater is 39 miljoen jaar geleden ontstaan door de inslag van een meteoor van ongeveer twee kilometer in diameter. De krater heeft een diameter van 23 kilometer.
Vanwege de geografische ligging heeft de krater veel geologische kenmerken behouden die normaal verloren gaan door erosie. De temperatuur is er onder het vriespunt gedurende het grootste deel van het jaar, en het beetje vegetatie dat er groeit, groeit maar erg langzaam. Hierdoor heeft maar heel weinig verwering plaatsgevonden.
Devoneiland bestaat zelf uit schalie en siltsteen uit het Paleozoïcum. Bij de formatie van de krater werden de bovenste grondlagen weggeslagen en kwam de rotslaag eronder bloot te liggen. Rondom de krater is materiaal van 1700 meter diepte teruggevonden.
Haughtons geologie en klimatologie doen denken aan het landschap van Mars. Wetenschappers zien de krater dan ook als een soort “Mars op aarde”.